# کریم ایمان
 کریم ایمان (عربی: كريم علمي؛ زاده ۲۴ مهٔ ۱۹۷۳) یک تنیس‌باز اهل مراکش است.